# ダニー・ピュー
ダニエル・アダム・"ダニー"・ピュー（Daniel Adam "Danny" Pugh, 1982年10月19日 - ）は、イングランド・グレーター・マンチェスター出身の元サッカー選手、サッカー指導者。現役時代のポジションはDF、MF。

## 経歴

### 初期
マンチェスター・ユナイテッドFCのアカデミー出身。2004年にマンチェスター・ユナイテッドがリーズ・ユナイテッドAFCよりアラン・スミスを獲得した際、契約の一部に伴って交換要員としてリーズへと移籍する。

### リーズ
プレミアリーグからの降格、多大なる金銭問題から選手数も足りず、満足に練習グラウンドすら使えなかった苦境のリーズだったが、ピューはいち早く活躍を見せた。本来は守備的な選手だが、クラブ事情から攻撃的である左サイドハーフでの起用にも応えてチームを牽引。2004-05シーズンのクラブ得点王となるデイヴィッド・ヒーリーが入団してからは主に左サイドバックとしてプレーし、50試合に出場し5得点を記録した。翌季は当時監督のケヴィン・ブラックウェルから構想外とされ、殆ど出番は無くシーズンを終えた。2006年にリーズを退団。

### プレストン
2006年6月にプレストン・ノースエンドFCに移籍。プレストンでは中盤としての起用も見られ、本職の左サイドではないプレーを多く経験した。

### ストーク
2007年11月2日、ストーク・シティFCはピューを獲得した。完全移籍を含んだローン契約で、2008年1月3日には完全移籍を果たす。主に左サイドのMFと左サイドバックとして活躍した。その翌年には控えに回るが、レギュラーのダニー・ヒギンボザムが負傷すると代役を務めた。ストークがプレミアリーグに昇格してからはそれほどレギュラーとしてプレーしていなかったが、当時ストーク監督のトニー・ピューリスはピューを評価して2010年12月20日に2013年までの契約を締結した。

### リーズへの帰還
2011年9月22日、完全移籍のオプション付きローンでリーズに移籍。5年振りの古巣復帰を果たした。ローンが終了する間際、ピューリスはもう少しの間ピューをストークに留めておきたい意向を明かしたが、2012年1月2日に2年半年契約でリーズに移籍。リーズでは本職の左サイドバックを務めたが、負傷者が出ると中盤でもプレーした。2013年1月に当時監督であったニール・ウォーノックの構想から外れ、シェフィールド・ウェンズデイFCへとローンで放出された。そのまま完全に放出される憶測が飛び交ったが、その後のリーズ監督であるブライアン・マクダーモットはピューを評価してチームに留めた。2013年はまるで出番が無かったが、2014年に入ってから出場機会を得始める。そのままレギュラーとしてシーズンを終えた。
2014年5月16日、契約満了によりリーズを退団。

### コヴェントリー以降
2014年7月16日、1年契約でフットボールリーグ1の古豪であるコヴェントリー・シティFCに移籍。シーズンオフに契約満了し、退団した。2015年7月、自身の地元クラブであるベリーFCと１年契約で移籍した。2017年1月31日、ブラックプールFCとの契約を双方合意の下解除しポート・ヴェイルFCにシーズン終了までの契約で加入した。